# Швейцария на зимних Олимпийских играх 1952
Швейцария принимала участие в Зимних Олимпийских играх 1952 года в Инсбруке (Австрия) в шестой раз, и завоевала две бронзовые медали. Сборная страны состояла из 55 спортсменов (46 мужчин, 9 женщин).

## Медалисты
| Медаль | Спортсмен                                                    | Вид спорта | Дисциплина        |
| ------ | ------------------------------------------------------------ | ---------- | ----------------- |
| Бронза | Фриц Файерабенд Штефан Вазер                                 | Бобслей    | Мужчины, двойки   |
| Бронза | Фриц Файерабенд Штефан Вазер Альберт Мадёрин Андре Филиппини | Бобслей    | Мужчины, четвёрки |